# Гасан Ібрагім
Гасан Ібрагім (араб. حسن إبراهيم, англ. Hassan Ibrahim; нар. 1917, Олександрія, Султанат Єгипет — пом. 1990, Каїр, Арабська Республіка Єгипет) — єгипетський політичний та військовий діяч, член «Руху вільних офіцерів», один з лідерів Липневої революції 1952 року, член Ради революційного командування Єгипту, віцепрезидент Об'єднаної Арабської Республіки.

## Життєпис
Гасан Ібрагім народився 1917 року в Олександрії. У 1929 році закінчив Військовий коледж та Академію повітряних сил у 1940 році1917. У 1944-1945 роках належав до організації «Брати мусульмани».

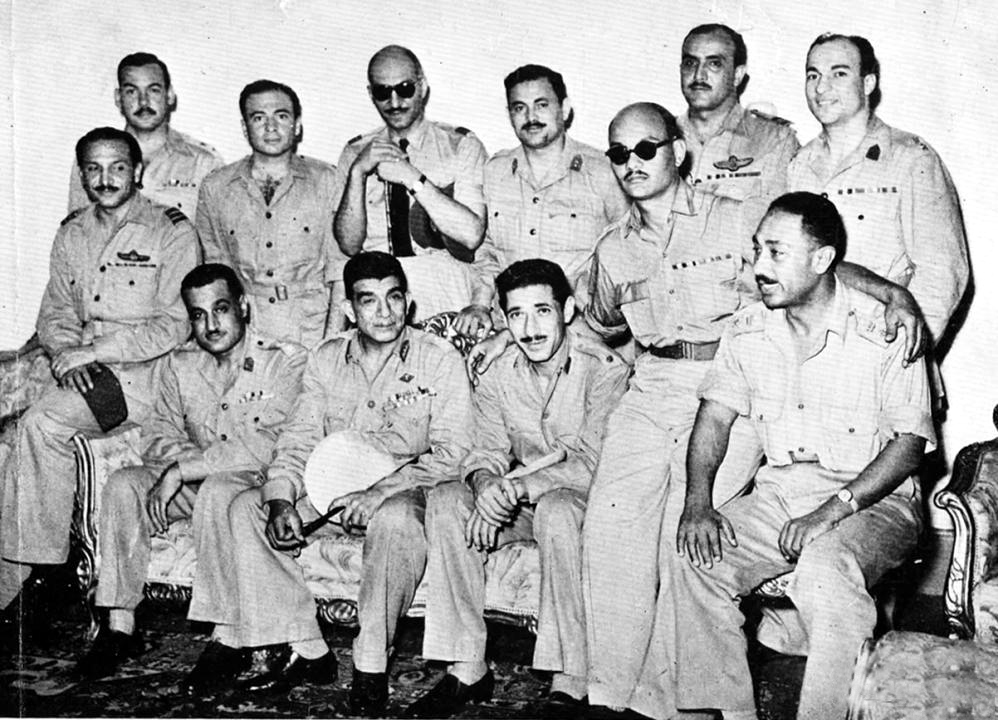
Гасан Ібрагім (сидить у нижньому ряду, крайній ліворуч) серед членів «Руху вільних офіцерів». 1952

Він брав участь в Палестинській війні, був капітаном ВПС, командиром ескадрильї. Він був один з засновників підпільної організації «Рух вільних офіцерів» у 1949 році.
Після перемоги Липневої революції 1952 року, 23 липня 1952 року, увійшов до Ради революційного командування Єгипту. 
У 1954 році був членом військового трибуналу. Цього ж року призначений міністром у справах президента. У 1956 році призначений очільником Єгипетського економічного агентства.
У 1962 році Гасан Ібрагім став членом виконавчого комітету Арабського соціалістичного союзу.
З 17 лютого 1964 по 27 січня 1966 року був віцепрезидентом Об'єднаної Арабської Республіки
Гасан Ібрагім не підтримував націоналізацію та соціалістичний курс яку проводив президент Насер, тому він у 1966 році пішов з усіх займаних посад та залишив політику.